# 進擊的巨人2 (遊戲)
《進擊的巨人2》是由Omega Force開發、光榮特庫摩發行的動作砍殺遊戲，改編自日本漫畫家諫山創創作的漫畫《進擊的巨人》。遊戲在日本於2018年3月15日在Microsoft Windows、任天堂Switch、PlayStation 4和PlayStation Vita上發售。DLC「The Final Battle」在日本於2019年7月4日發售。

## 劇情
遊戲涵蓋了《進擊的巨人》前50章的情節，也涵蓋了改編動畫的首兩季。遊戲的最後一個任務將是一個與漫畫和動畫無關的原始劇情結局。DLC「The Final Battle」涵蓋了漫畫的第51至90篇章，也包含了動畫第三季的內容。

## 評價
該遊戲在日本首週於PlayStation 4銷量約28,480張，任天堂Switch版售出22,941張，而PlayStation Vita版售出15,621張。

## 外部連結
- 官方网站：繁體中文、日本、北美
- 官方网站：DLC繁體中文、DLC日本、DLC北美